# Leon Marzęta
Leon Marzęta ps. Leszek (ur. 30 października 1915 w Przypisówce, zm. 29 maja 1985 w Warszawa) – podoficer zawodowy Wojska Polskiego, partyzant Gwardii i Armii Ludowej, funkcjonariusz Milicji Obywatelskiej, oficer Sił Zbrojnych PRL.

## Życiorys
Syn Jana, urodził się i wychował na północy Lubelszczyzny. W młodości wstąpił do KPP. W stopniu podoficerskim służył w 8 Pułku Piechoty Legionów, w którego składzie walczył w kampanii wrześniowej. W 1941 wraz z Franciszkiem Wolińskim i Janem Wójtowiczem utworzyli niezależny oddział partyzancki, w skład którego obok miejscowej ludności weszli zbiegli z niewoli jeńcy radzieccy. Wiosną 1942 nawiązali kontakt z przedstawicielstwem PPR włączając oddział w szeregi GL. Dowódcą został Woliński (ps. „Franek”), Wójtowicz (ps. „Maciek”) i Marzęta (ps. „Leszek”) zostali jego zastępcami. W drugiej połowie 1943 oddział włączono jako kompanię do 1 batalionu GL. W 1943 lub w 1944 awansowany do stopnia podporucznika. W marcu lub w kwietniu 1944 dowodził oddziałem ochraniającym delegację KRN udającą się do Związku Radzieckiego (skład delegacji: ppłk Marian Spychalski ps. „Marek”, mjr Kazimierz Sidor ps. „Kazik” i  Edward Osóbka pa. „Morawski”). Brał udział w bitwie pod Rąblowem, gdzie się wyróżnił. Został w jej trakcie także ranny w szyję (do końca życia nosił kulę). W 1944 otrzymał rangę porucznika. Po walkach przeprowadził jedną z kolumn partyzanckich napotykając idący im z odsieczą batalion por. „Przepiórki” z 1 Brygady AL. Po wyzwoleniu skierowany do MO, wysłany na Ziemie Odzyskane. Przez pewien okres więziony ze względu na antygomułkowską nagonkę w partii. Od 1960 w ASG im. gen. Karola Świerczewskiego. W latach 1967-1975 pracownik biura "C" w Wydziale IV MSW. W 1968 uczestniczył w misji pokojowej ONZ w Laosie. 10 czerwca 1975 roku ze względu na odniesione rany pod Rąblowem został przeniesiony w stan spoczynku w stopniu kapitana. Aż do emerytury pracował w NIK.

## Życie prywatne
Ożenił się z Marią z domu Szymbor (ur. 29 października 1924, zm. 6 listopada 1990). Para spoczywa na wojskowych Powązkach.

## Odznaczenia
- Krzyż Kawalerski Orderu Odrodzenia Polski
- Krzyż Walecznych
- Krzyż Partyzancki
- Medal „Za udział w wojnie obronnej 1939”
- Medal Zwycięstwa i Wolności 1945

i inne

## Awanse
- podporucznik - 1943/44
- porucznik - 1944
- kapitan